# Tovariševo
Tovariševo (cyr. Товаришево) – wieś w Serbii, w Wojwodinie, w okręgu południowobackim, w gminie Bačka Palanka. W 2011 roku liczyła 2657 mieszkańców.